# ГЕС Сендзю
ГЕС Сендзю (яп. 千手発電所) — гідроелектростанція в Японії на острові Хонсю. Знаходячись між ГЕС Сінаногава (вище по течії) та ГЕС Ojiya, входить до складу каскаду на річці Сінано, яка  впадає до Японського моря у місті Ніїґата.

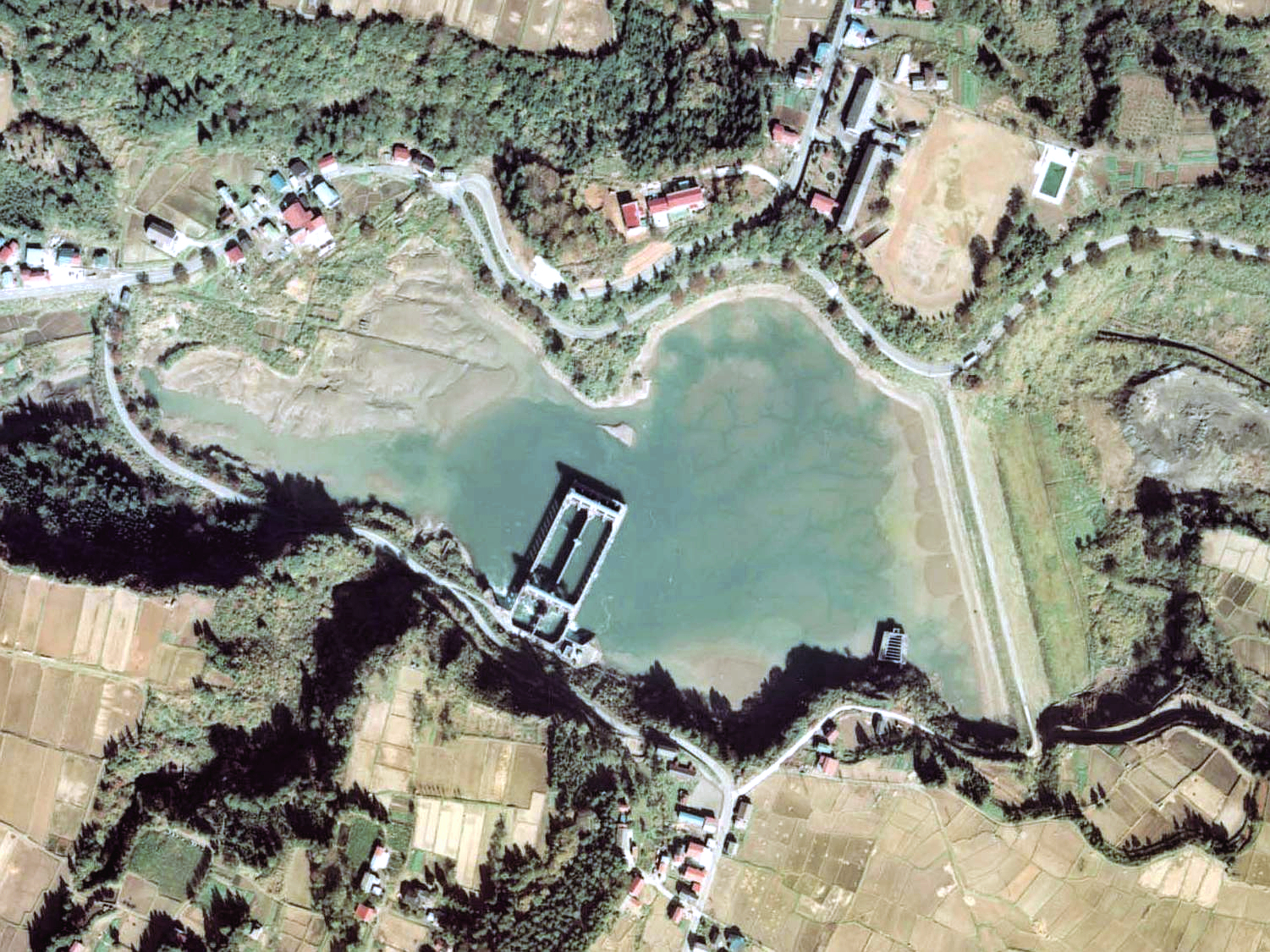
Балансуючий резервуар Асагавара

В межах проекту річку перекрили бетонною гравітаційною греблею Міянака висотою 17 метрів та довжиною 331 метр, яка утримує невелике водосховище з площею поверхні 0,21 км2 та об’ємом 970 тис м3 (корисний об’єм 710 тис м3). Із нього ресурс подається до прокладеної по лівобережжю дериваційної системи, першу ділянку якої становлять дві паралельні лінії загальною довжиною 15,2 км. Вони виконані переважно як тунелі та завершуються у балансувальному водосховищі Асагавара, створеному на однойменній лівій притоці Сінано за допомогою земляної греблі висотою 37 метрів, довжиною 292 метра та шириною по гребеню 8 метрів. Ця споруда утримує резервуар з площею поверхні 0,13 км2 та об’ємом 1065 тис м3 (корисний об’єм 853 тис м3).
Наступна ділянка дериваційної системи так само містить дві лінії загальною довжиною 6,2 км, які після двох вирівнювальних резервуарів висотою по 35 метрів з діаметром 33 метра переходять у п’ять напірних водоводів довжиною по 0,14 км зі спадаючим діаметром від 4,8 до 4,2 метра. Вони подають ресурс до машинного залу, де встановлено п’ять турбін типу Френсіс загальною номінальною потужністю 120 МВт, які використовують напір у 54 метра. Можливо відзначити, що в 1919 році станцію ввели в експлуатацію лише з трьома гідроагрегатами, четвертий додали у 1945-му, а п’ятий – в 1954-му.
Відпрацьована вода спрямовується відвідного каналу довжиною 2 км, по завершенні якого може подаватись у підвідний тунель станції Ojiya або скидатись через резервну систему назад до річки.